# Списання книг

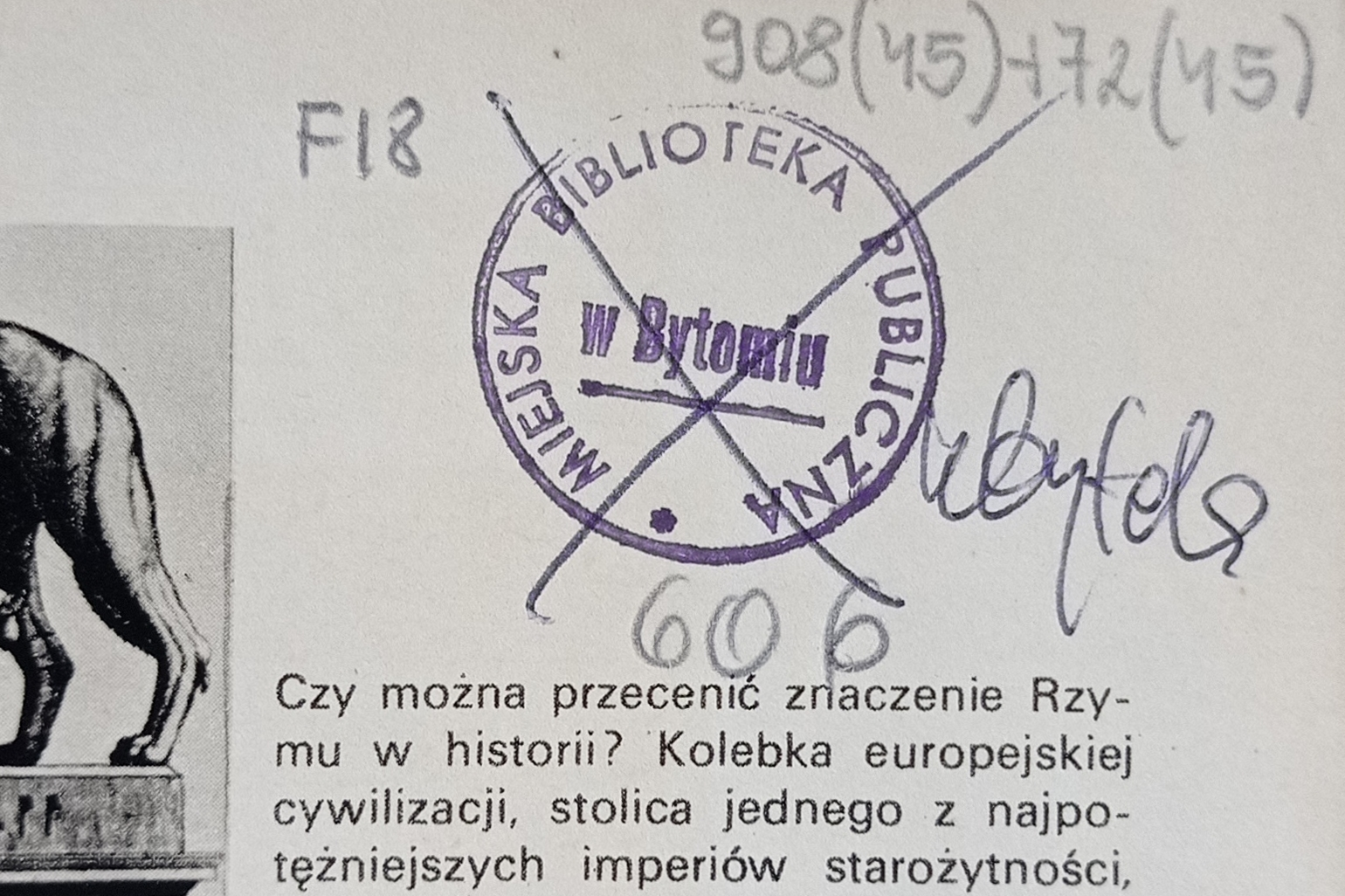
Списана книга — штамп бібліотеки перекреслений

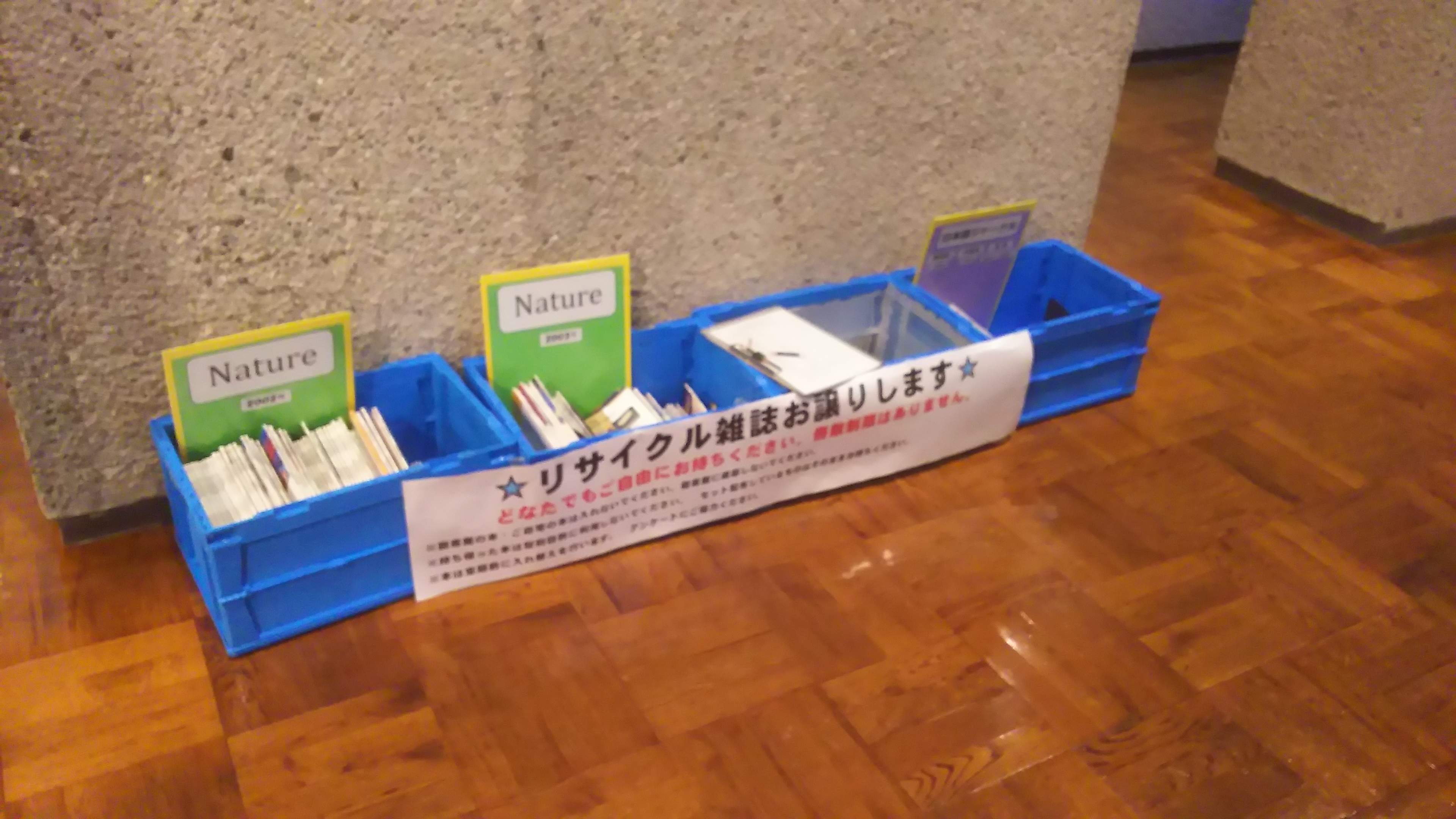
Списані журнали в бібліотеці

Списання — це систематичне вилучення ресурсів з бібліотеки на основі вибраних критеріїв. Це процес протилежний до вибору матеріалів для включення в бібліотеку, хоча вибір та списання книжок часто керується одним і тим самим процесом мислення. Списання є життєво важливим процесом для активної колекції, оскільки він забезпечує її актуальність та належний стан. Списання повинно відбуватися регулярно.
Списані книги здають у макулатуру, а за виручені гроші бібліотеки можуть купляти нові фонди.

## Причини для списання
«Добре доглянута, та очищена колекція набагато корисніша, ніж та, що заповнена застарілими або невикористаними матеріалами». «Видалення бур'янів» з колекції книг має багато переваг:
- Зберігається простір для додавання корисних матеріалів.
- Користувачі можуть отримати доступ до потрібних матеріалів швидше, а бібліотекарю легше спрямувати їх до потрібної інформації.
- Колекція має кращу репутацію, оскільки вона актуальна.
- Бібліотекар може легко оцінити сильні та слабкі сторони колекції.
- Матеріали якісні та в хорошому фізичному стані.

Оскільки багато бібліотек мають цифровий компонент, фізичний простір не є проблемою. Однак це не означає, що цифрові колекції не слід очищувати. «Очищення від невикористаних матеріалів покращує досвід пошуку для читачів, зменшуючи кількість старих та нерелевантних записів, які читачі повинні переглядати в результатах пошуку, щоб знайти те, що вони дійсно хочуть». Цифрова колекція, як і фізична, має бути актуальною та легкодоступною.

## Критерії списання
- Поганий контент
  - Контент застарів або неактуальний.
  - Контент є упередженим, расистським або сексистським.
  - Контент не відповідає потребам відвідувачів (або не використовується в шкільній програмі).
  - Контент не відповідає віку читачів (особливо важливо для шкільних бібліотек).
- Поганий стан
  - Ресурс має непоправні пошкодження (порвані сторінки, зламані корінці).
  - Ресурс брудний або має неприємний запах.
  - Ресурс не витримає подальшого обігу.
- Поганий обіг
  - Ресурс не позичається читачами протягом певного періоду часу.
- Інші критерії
  - Кілька копій, які не потрібні.
  - Достатньо ресурсів з певної теми.

## Зноски
1. ↑  Prosser, Deborah (2020). Affect and Deaccessioning in the Academic Library: Feelings about Books and Place. Library Trends. 68 (3): 506—520. doi:10.1353/lib.2020.0003. ISSN 1559-0682. {{cite journal}}: |hdl-access= вимагає |hdl= (довідка)
2. 1 2  Larson, Jeanette (2008), CREW: A Weeding Manual for Modern Libraries, Revised and Updated (PDF), Austin, TX: Texas State Library and Archives Commission, процитовано 7 жовтня 2014
3. ↑  Олійник, Маргарита (4 травня 2023). З бібліотек вилучили понад 300 тисяч російськомовних книг: що з ними роблять. Суспільне | Новини (укр.). Процитовано 17 травня 2025.
4. 1 2  Lehman, Kathleen (2014), Collection Development and Management, Library Resources & Technical Services, 58 (3): 169—177, doi:10.5860/lrts.58n3.169